# Live at Reading
«Live at Reading» — концертний CD/DVD американського гурту «Nirvana», випущений 3 листопада 2009 року. У ньому представлений виступу колективу на Рединському фестивалі 1992 року в Англії.

## Список композицій
Усі пісня написані Куртом Кобейном, крім тих, де зазначено.
1. «Breed» — 2:57
2. «Drain You» — 3:54
3. «Aneurysm» (Кобейн, Дейв Ґрол, Кріст Новоселіч) — 4:34
4. «School» — 3:12
5. «Sliver» — 2:13
6. «In Bloom» — 4:33
7. «Come as You Are» — 3:34
8. «Lithium» — 4:23
9. «About a Girl» — 3:09
10. «tourette's» — 1:51
11. «Polly» — 2:48
12. «Lounge Act» — 3:04
13. «Smells Like Teen Spirit» (Кобейн, Ґрол, Новоселіч) — 4:44
14. «On a Plain» — 3:00
15. «Negative Creep» — 2:54
16. «Been a Son» — 3:23
17. «All Apologies» — 3:25
18. «Blew» — 5:23

Виступ на біс
1. «Dumb» — 2:34
2. «Stay Away» — 3:41
3. «Spank Thru» — 3:05
4. «Love Buzz» (Роббі ван Леувен) (кавер-версія Shocking Blue, тільки на DVD) — 4:56
5. «The Money Will Roll Right In» (Tom Flynn, Chris Wilson) (кавер-версія Fang) — 2:13
6. «D-7» (Greg Sage) (кавер-версія Wipers) — 3:43
7. «Territorial Pissings» (Кобейн, Чет Паверз) — 4:30

## Персоналії
- Курт Кобейн – вокал, гітара
- Кріст Новоселіч – бас-гітара, бек-вокал у «The Money Will Roll Right In»
- Дейв Ґрол – ударні, бек-вокал